# Колоколов, Иван Алексеевич
Иван Алексеевич Колоколов (19 [31] августа 1869, Иваново, Ярославская губерния — 13 ноября 1919, Аткарский уезд, Саратовская губерния) — русский писатель.

## Биография
Родился 19 (31) августа 1869 года в деревне Иваново Заозерской волости Угличского уезда Ярославской губернии. Когда ему было 2 года умер его отец; воспитывался матерью — уборщицей в Заозерской школе. За 2 года окончил трёхклассную школу. При помощи своего учителя В. И. Марьинского в 1884 году смог выиграть конкурс на единственное место со стипендией в Ярославском реальном училище. Когда училище вскоре закрыли, Колоколов поступил стипендиатом в основанную Сухово-Кобылиным Новинскую учительскую семинарию в селе Новое Мологского уезда Ярославской губернии.
Работал народным учителем сначала в деревне Цепелево, затем 15 лет в родном Иваново, а последние годы в Угличском начальном училище. Среди его учеников работники местных Советов М. Н. Наумов, С. М. Бахарев, В. Ф. Ушаков, герои Гражданской войны П. Н. Бахарев, В. Ф. Поляков.
Печатался мало: этнографический очерк «Село Иваново Заозерской волости» (1903, «Вестник Ярославского земства»), стихотворение «Борона» (газета «Угличанин», 1907), автобиографический рассказ «Сиротская доля» («Угличанин», 1908). Оставил значительное рукописное наследие, которое в условиях политической реакции и отсутствия у Колоколова связей с нелегальными изданиями осталось неопубликованным.
Последние годы был прикован к постели. Умер 13 ноября 1919 года, находясь на кумысном лечении в деревне Лентяевка Аткарского уезда Саратовской губернии.

## Комментарии
1. ↑  Деревня Лентяевка, располагавшаяся при реке Лавраза в ~12 км от ж/д ст. Лопуховка[2], входила в состав Лентяевского, с 8.2.1924 — Енгалычевского сельсовета, относилась к Больше-Екатериновской волости Аткарского уезда; вошла в состав Аткарского района[3], не сохранилась, ныне — территория Лопуховского муниципального образования в Аткарском районе, Саратовская область[4].
В Березовской, с 12.11.1923 — в Больше-Екатериновской волости Аткарского уезда, при реке Берёзовка в 3 км от ж/д ст. Жерновка, располагалась деревня Лентяевка (Линтяевка; Александрина, Алексанровка)[5]; в составе Лентяевского сельсовета вошла в Аткарский район[3]; ныне — деревня Садовка 1-я в Берёзовском муниципальном образовании в Петровском районе, Саратовская область[6].